# Jan Strelau
Jan Jerzy Strelau (ur. 30 maja 1931 w Gdańsku, zm. 4 sierpnia 2020 w Warszawie) – polski psycholog, profesor nauk humanistycznych, nauczyciel akademicki, znany ze swoich badań nad temperamentem.

## Życiorys
Syn Arnona i Hildegardy. Urodził się w Gdańsku, przynależnym wówczas do Wolnego Miasta Gdańska. Dzieciństwo i młodość spędził w Tczewie w rodzinie siostry swojej matki. Wujostwo, które Jan Strelau nazywał rodzicami, identyfikowało się z narodowością polską. Natomiast część rodziny z Gdańska określała się jako osoby narodowości niemieckiej. W 1947 rozpoczął naukę w szkole średniej w Bytowie, był także harcerzem i instruktorem harcerskim. Został usunięty z liceum w klasie przedmaturalnej w ramach represji politycznych ze strony funkcjonariuszy urzędu bezpieczeństwa publicznego. W konsekwencji naukę dokończył w tzw. małym seminarium duchownym w Słupsku, gdzie zdał tzw. prywatną maturę, nieuznawaną przez uczelnie państwowe.
Ograniczona możliwość wyboru uczelni ze względu na tzw. wilczy bilet spowodowała, że rozpoczął studia psychologiczne na Wydziale Filozofii Chrześcijańskiej Katolickiego Uniwersytetu Lubelskiego. W międzyczasie w trybie eksternistycznym zdał egzamin maturalny. Umożliwiło mu to podjęcie studiów na Uniwersytecie Warszawskim, gdzie przeniósł się po dwóch latach nauki w Lublinie, aby ponownie od pierwszego roku studiować psychologię. Kierunek ten ukończył w 1958. Od tego czasu do 2001 pozostawał pracownikiem naukowym tej uczelni, przechodząc kolejne szczeble kariery zawodowej. W 1963 uzyskał stopień naukowy doktora. Habilitował się w 1968 na podstawie rozprawy zatytułowanej Temperament i typ układu nerwowego. W 1976 został profesorem nadzwyczajnym, a w 1982 otrzymał nominację na profesora zwyczajnego. W latach 1978–1981 pełnił funkcję dyrektora Instytutu Psychologii. Był organizatorem i następnie kierownikiem (1984–2001) pierwszej w Polsce Katedry Psychologii Różnic Indywidualnych na Wydziale Psychologii, a także twórcą i kierownikiem (1998–2001) Interdyscyplinarnego Centrum Genetyki Zachowania.
Był pierwszym przewodniczącym Europejskiego Towarzystwa Psychologii Osobowości (1984–1988), przewodniczył także Międzynarodowemu Towarzystwu Psychologii Różnic Indywidualnych (1993–1995). Zajmował stanowiska wiceprezydenta Międzynarodowej Unii Nauk Psychologicznych (1996–2000) oraz wiceprezesa Polskiej Akademii Nauk (2002–2006). Obejmował funkcje redakcyjne w czasopismach naukowych, tj. „Polish Psychological Bulletin”, „European Psychologist” i „Akademia. Magazyn Polskiej Akademii Nauk”. Był sekretarzem generalnym i członkiem prezydium zarządu Polskiego Towarzystwa Psychologicznego. Był członkiem Europejskiej Akademii Nauk (Academia Europaea), członkiem rzeczywistym Polskiej Akademii Nauk i członkiem zagranicznym Fińskiej Akademii Nauk i Literatury. Pod jego kierunkiem w 1992 stopień naukowy doktora uzyskał Bogdan Zawadzki.
W 2001 przeniósł się do Szkoły Wyższej Psychologii Społecznej, gdzie został pierwszym dziekanem Wydziału Psychologii. W 2002 objął stanowisko prorektora ds. nauki i współpracy międzynarodowej, a w 2010 prorektora ds. nauki, którą to funkcję pełnił do 2012. Następnie był przewodniczącym rady powierniczej tej uczelni.

## Badania naukowe
Jan Strelau był autorem Regulacyjnej Teorii Temperamentu (RTT), koncentrującej się na formalnych aspektach zachowania obejmujących charakterystykę energetyczną (E) i temporalną (T), na które składają się takie cechy jak wrażliwość sensoryczna, reaktywność emocjonalna, wytrzymałość i aktywność (E) oraz żwawość i perseweratywność (T). Do ich pomiaru skonstruował wraz z Bogdanem Zawadzkim inwentarz Formalna Charakterystyka Zachowania – Kwestionariusz Temperamentu. Został on zaadaptowany do wielu wersji językowych, podobnie jak Kwestionariusz Temperamentu rozpowszechniony zagranicą jako Strelau Temperament Inventory (STI), a od 1998 w nowej adaptacji pod nazwą Kwestionariusz PTS (stworzony również z Bogdanem Zawadzkim), znany jako Pavlovian Temperament Survey (PTS) i przystosowany do kilkunastu wersji językowych.
Jego badania prowadzone w ramach RTT koncentrowały się na funkcjonalnej roli temperamentu w procesie adaptacji, ze szczególnym uwzględnieniem funkcjonowania człowieka w warunkach trudnych (stresowych), a także na jego znaczeniu jako jednego z czynników wpływających na zaburzenia w zachowaniu (m.in. PTSD). W ramach licznych badań prowadzonych w paradygmacie genetyki zachowania Jan Strelau i jego współpracownicy wykazali, że za różnice indywidualne w cechach temperamentu w około 40% odpowiada czynnik genetyczny, co podkreśla rolę środowiska, w tym głównie środowiska specyficznego (dla każdego członka rodziny) w kształtowaniu cech temperamentu.

## Wybrane publikacje
Monografie i podręczniki autorskie
- Temperament i typ układu nerwowego. Warszawa: PWN, 1969 (wyd. 2., 1974).
- Temperament, personality, activity. Londyn: Academic Press, 1983; przekład na język polski Temperament, osobowość, działanie (Warszawa: PWN, 1985) i chiński (Pekin: Liaoning People Press, 1987).
- Inteligencja człowieka. Warszawa: Żak, 1997.
- Formalna Charakterystyka Zachowania – Kwestionariusz Temperamentu (FCZ-KT): Podręcznik. Warszawa: Pracownia Testów Psychologicznych PTP, 1997, współautor: B. Zawadzki.
- Kwestionariusz Temperamentu PTS: Podręcznik. Warszawa: Pracownia Testów Psychologicznych PTP, 1998; współautor: B. Zawadzki.
- Temperament: A psychological perspective. Nowy Jork: Plenum Press, 1998; wyd. polskie Psychologia temperamentu (Warszawa: Wydawnictwo Naukowe PWN, 1998, ISBN 83-01-12678-7; wyd. 2., 2001, Warszawa: Wydawnictwo Naukowe PWN).
- The Pavlovian Temperament Survey (PTS): An international handbook. Getynga: Hogrefe & Huber Publishers,1999; współautorzy: A. Angleitner, B.H. Newberry.
- Psychologia różnic indywidualnych. Warszawa: Wydawnictwo Naukowe Scholar, 2002 (wyd. 2 rozszerzone, 2006).
- Temperament jako regulator zachowania: z perspektywy półwiecza badań. Gdańsk: Gdańskie Wydawnictwo Psychologiczne, 2006; przekład na język angielski Temperament as a regulator of behavior: After fifty years of research (Clinton Corners, Nowy Jork: Eliot Werner Publications, 2008).
- Różnice indywidualne. Historia, determinanty, zastosowania. Warszawa: Scholar, 2014.

Redakcja naukowa
- Temperamental bases of behavior: Warsaw studies on individual differences (red.). Lisse: Swets & Zeitlinger, 1985.
- The biological bases of personality and behavior (t. 1 i 2, red. z: F.H. Farley i A. Gale). Waszyngton: Hemisphere Publishing Corporation, 1985, 1986.
- Personality dimensions and arousal (red. z: H.J. Eysenck). Nowy Jork: Plenum Press, 1987.
- Explorations in temperament: International perspectives on theory and measurement (red. z: A. Angleitner). Nowy Jork: Plenum Press, 1991.
- Psychologia: Podręcznik akademicki (t. 1, 2 i 3, red.) Gdańsk: Gdańskie Wydawnictwo Psychologiczne, 2000.
- People under extreme stress: An individual differences approach (red. z: T. Klonowicz). Hauppauge, Nowy Jork: Nova Science Publisher, 2006.
- Psychologia. Podręcznik akademicki (t. 1 i 2, red. z: D. Doliński). Gdańsk: Gdańskie Wydawnictwo Psychologiczne, 2008.
- Konsekwencje psychiczne traumy: uwarunkowania i terapia (red. z: B. Zawadzki, M. Kaczmarek). Warszawa: Wydawnictwo Naukowe Scholar, 2009.

## Odznaczenia i wyróżnienia
W 2011 prezydent Bronisław Komorowski, w uznaniu wybitnych zasług w pracy naukowo-dydaktycznej, za osiągnięcia w działalności na rzecz ochrony polskich zabytków morskich, za podejmowaną z pożytkiem dla kraju pracę zawodową i działalność społeczną, odznaczył go Krzyżem Komandorskim Orderu Odrodzenia Polski.
W 2017 otrzymał tytuł honorowego obywatela Tczewa. Wyróżniony tytułem doktora honoris causa Uniwersytetu Gdańskiego, Uniwersytetu im. Adama Mickiewicza w Poznaniu oraz Rosyjskiego Państwowego Uniwersytetu Humanistycznego w Moskwie.
Był laureatem takich nagród naukowych jak:
- Life-Time Achievement Award przyznanej przez European Association of Personality Psychology (2012),
- Nagroda Prezesa Rady Ministrów (2010),
- Nagroda Fundacji na rzecz Nauki Polskiej w dziedzinie nauk humanistycznych i społecznych (2000),
- Nagroda Towarzystwa Maxa Plancka (wraz z Aloisem Angleitnerem) za międzynarodowe wybitne osiągnięcia badawcze (1992),
- Nagroda Fundacji Alexandra von Humboldta za wybitne osiągnięcia w zakresie badań nad osobowością (1990),
- New Europe Prize 1997, nagroda ufundowana przez sześć instytutów badawczych.